# 迁卢抚昌联合办事处
迁卢抚昌联合办事处，冀东抗日根据地设。
1942年由河北省迁安县、卢龙县、抚宁县、昌黎县四县析置（县级）。以四县首字为名。1943年撤销。